# Club Baloncesto Estudiantes 1997-1998
Questa voce raccoglie le informazioni riguardanti il Club Baloncesto Estudiantes nelle competizioni ufficiali della stagione 1997-1998.

## Stagione
La stagione 1997-1998 del Club Baloncesto Estudiantes è la 42ª nel massimo campionato spagnolo di pallacanestro, la Liga ACB.

## Roster
Aggiornato al 2 dicembre 2021.
| Adecco Estudinates 1997-98 | Adecco Estudinates 1997-98 |
| Giocatori                  | Staff tecnico              |
| -------------------------- | -------------------------- |

| N. | Naz.                   | Ruolo | Nome              | Anno | Alt.   | Peso   |  |
| -- | ---------------------- | ----- | ----------------- | ---- | ------ | ------ |  |
| 4  | Stati Uniti (bandiera) | GA    | Chandler Thompson | 1970 | 193 cm | 104 kg |  |
| 5  | Spagna (bandiera)      | PG    | Gonzalo Martínez  | 1974 | 178 cm |        |  |
| 5  | Spagna (bandiera)      | P     | Carlos Braña      | 1977 | 190 cm |        |  |
| 6  | Spagna (bandiera)      | G     | Pedro Robles      | 1977 | 192 cm |        |  |
| 7  | Stati Uniti (bandiera) | C     | Glen Whisby       | 1972 | 203 cm | 110 kg |  |
| 8  | Spagna (bandiera)      | G     | Álex Escudero     | 1974 | 194 cm |        |  |
| 9  | Spagna (bandiera)      | P     | Francisco García  | 1974 | 190 cm |        |  |
| 10 | Spagna (bandiera)      | A     | Carlos Jiménez    | 1976 | 204 cm | 100 kg |  |
| 11 | Stati Uniti (bandiera) | C     | Shaun Vandiver    | 1968 | 204 cm | 109 kg |  |
| 12 | Spagna (bandiera)      | AC    | Enrique Bárcenas  | 1973 | 205 cm |        |  |
| 13 | Spagna (bandiera)      | P     | Nacho Azofra (C)  | 1969 | 185 cm | 83 kg  |  |
| 14 | Spagna (bandiera)      | C     | Iñaki de Miguel   | 1973 | 205 cm | 100 kg |  |
| 15 | Spagna (bandiera)      | AC    | Rafa Vecina       | 1964 | 205 cm |        |  |
| -  | Spagna (bandiera)      | AC    | Guillermo Rejón   | 1976 | 206 cm | 104 kg |  |

| Allenatore                                                               |
| - Pepu Hernández                                                         |
| Assistente/i                                                             |
| - Angel Miguel Goñi Legenda - (C) Capitano - (IN) Inattivo - Infortunato |

## Mercato

### Sessione estiva
| Acquisti | Acquisti       | Acquisti     | Acquisti   | Acquisti |
| R.a      | Nome           | da           | Modalità   |          |
| -------- | -------------- | ------------ | ---------- | -------- |
| C        | Shaun Vandiver | Gran Canaria | definitivo |          |
| G        | Álex Escudero  | Breogán      | definitivo |          |

| Cessioni | Cessioni        | Cessioni | Cessioni       | Cessioni |
| R.       | Nome            | a        | Modalità       |          |
| -------- | --------------- | -------- | -------------- | -------- |
| AC       | Harper Williams | León     | fine contratto |          |
| G        | Juan Aísa       | Le Mans  | fine contratto |          |